# Bucculatrix bicristata
Bucculatrix bicristata är en fjärilsart som beskrevs av Braun 1963. Bucculatrix bicristata ingår i släktet Bucculatrix och familjen kronmalar. Inga underarter finns listade i Catalogue of Life.